# Puente Don Manuel
Puente Don Manuel is een dorpje in de gemeente Alcaucín in de Spaanse provincie Málaga in de regio Andalusië.